# Чукадыбашево
Чукадыбашево (баш. Соҡаҙыбаш) — село в Туймазинском районе Республики Башкортостан Российской Федерации. Входит в состав Чукадыбашевского сельсовета.

## География

### Географическое положение
Расстояние до:
- районного центра (Туймазы): 49 км,
- центра сельсовета (Алексеевка): 5 км,
- ближайшей ж/д станции (Кандры): 24 км.

## История
Деревня Чукадыбашево (название от гидронима — верховья Чукады) возникла на вотчине Кубовской волости. Башкиры-вотчинники по договору от 30 мая 1756 г. приняли к себе тептярей и ясачных татар.
В 1920 г. все названы тептярями и татарами, что соответствует действительности. На 5 башкир было засеяно 24 пуда ярового хлеба (1843 г.). Жители имели 200 ульев. В 1864—1905 гг. здесь находилось правление одноименной волости. Жителям принадлежало 2 мечети. Недалеко от деревни уфимец Сафронов построил поташный завод (30-е гг. XIX в.).

## Население
| 2002 | 2009 | 2010 |
| ---- | ---- | ---- |
| 361  | ↘338 | ↗359 |

Национальный состав
Согласно переписи 2002 года, преобладающие национальности — татары (55 %).

## Религия
В селе есть мечеть.